# Syndrom cizího přízvuku
Syndrom cizího přízvuku je zdravotní stav, při kterém se u pacientů vyvinou vzorce řeči, které jsou vnímány jako cizí přízvuk, který se liší od jejich mateřského přízvuku, aniž by jej získali v místě původu vnímaného přízvuku.
Syndrom cizího přízvuku bývá důsledkem mrtvice, může se ale také vyvinout následkem úrazu hlavy, migrény či vývojových problémů. Tento stav byl poprvé hlášen v roce 1907 a mezi lety 1941 a 2009 bylo zaznamenáno pouhých 62 případů.